# Лас Смол
Лас Смол (на английски: Lass Small) е американска писателка на бестселъри в жанра романс и исторически романс. Писала е и под псевдонимите Кали Хюз (на английски: Cally Hughes) и Кали Хю (на английски: Callie Hugher).

## Биография и творчество
Лас Смол е родена на 15 септември 1923 г. в Сан Антонио, Тексас, САЩ. Учи в художествената школа във Форт Уейн, Индиана, и се дипломира като жудожник, работещ в акварел, маслени бои, въглен и молив. Омъжва се за съпруга си Уилям Х. Смол, с когото имат четири деца – Каролин Смол Грант, Елизабет Пърсел, Вирджиния Майнър Стивънс и Кели Смол.
Тя е голям фен на авторите Едгар Райс Бъроуз, Жоржет Хайер, Джийн Родънбъри и Робърт Хауърд, чиито произведения я вдъхновяват да твори. Започва да пише романси в напреднала възраст в дома си в Индианаполис. Произведенията на Лас Смол имат характерни герои, заредени с чувство на хумор и силни страсти. За своите над 70 романа е удостоена е с награда за цялостно творчество от списание „Romantic Times“.
Лъчезарна, креативна и с чувство за хумор, тя си кореспондира с всички свои почитатели. Взема активно участие в общественополезен труд, участва в проектите „ACORN“, „ARTLink“ и „Tri Kappa“.
Към края на творческия си период постепенно се разболява от алцхаймер, затова през 1999 г. престава пише. До 2004 г. за нея се грижи съпругът ѝ, а след това е настанена в специализиран старчески дом.
Лас Смол умира на 26 януари 2011 г. във Форт Уейн, Индиана.

## Произведения

### Като Кали Хюз

#### Самостоятелни романи
- A Lasting Treasure (1983)
- Innocent Seduction (1983)
- Whatever It Takes (1984)
- Treasure to Share (1984)
- Never Too Late (1984)
- Cupid's Revenge (1984)

### Като Лас Смол

#### Самостоятелни романи
- The Dedicated Man (1983)
- Collaboration (1985)
- Tangled Web (1985)
- An Irritating Man (1986)
- Този път завинаги, To Meet Again (1986)
- Possibles (1987)
- Stolen Day (1987)
- Intrusive Man (1987)
- To Love Again (1987)
- Marry Me Not (1988)
- Искрата, Contact (1990)
- Wrong Address Right Place (1990)
- Not Easy (1990)
- Four Dollars and Fifty-one Cents (1990)
- A Nothing Town in Texas (1991)
- Impulse (1995)
- Not Looking for a Texas Man (1995)
- Whatever Comes (1995)
- My House or Yours? (1995)
- A Stranger in Texas (1996)
- The Case of the Lady in Apartment 308 (1996)
- Chancy's Cowboy (1997)
- How to Win Back a Wife (1997)
- The Catch of Texas (1999)

#### Серия „Сестрите Ламбърт“ (Lambert Sisters)
1. Blindman's Bluff (1988)
2. Goldilocks and the Bear (1988)
3. Hide and Seek (1988)
4. Red Rover (1989)
5. Благословени от съдбата, Odd Man Out (1989)
6. Човек никога не знае, Tagged (1989)
7. No Trespassing Allowed (1991)
8. Тайната на Доминик, Dominic (1992)

#### Серия „Семейство Браун“ (Faboulous Brown Family)
1. The Molly (1991)
2. 'Twas the Night (1991)
3. A Restless Man (1992)
4. Two Halves (1992)
5. Beware of Widows (1992)
6. A Disruptive Influence (1993)
7. Лудетината, Balanced (1993)
8. Tweed (1993)
9. A New Year (1993)
10. I'm Gonna Get You (1994)
11. Salty and Felicia (1994)
12. Lemon (1994)
13. An Obsolete Man (1994)

#### Серия „Пазачите от Тексас“ (Keepers Of Texas)
1. Taken by a Texan (1998)
2. The Hard to Tame Texan (1998)
3. The Lone Texan (1998)
4. A Texan Comes Courting (1999)

#### Участие в съвместни серии с други писатели

##### Серия „Влюбените от Запада“ (Western Lovers)
- Snow Bird (1987)

от серията има още 13 романа от други писатели

##### Серия „Мъж на месеца“ (Man of the Month)
- Самотникът, The Loner (1990)
- A Nuisance (1994)
- The Texas Blue Norther (1996)
- The Coffeepot Inn (1996)
- The Best Husband in Texas (1999)

#### Сборници новели
- Spring Fancy: Surprise, Surprise / Chance Encounter / Simon Says... (1993) – с участиено на Анет Броудрик и Кейси Майкълс
- Love and Laughter (1994) – с участиено на Барбара Бретън и Елиз Тайтъл
- Beauty and the Beast (2000) – с Джоан Хол, Джанис Кайзер и Бетани Кембъл